# صدرالدین احمد خالدی زنجانی
صدرالدین احمد بن عبدالرزاق خالدی زنجانی یکی از وزرای دوران حکومت ایلخانان در ایران در دهه پایانی سده هفتم هجری بود. او بیشتر به نام صدر جهان معروف است. وی در سال ۶۹۷ هجری قمری درگذشت.
یکی از اقدامات مهم خواجه در زمان صدارتش رواج چاو یا پول کاغذی برای اولین بار در حکومت ایلخانی بود. صدرجهان اولین کسی در تاریخ ایران بود که دستور داد از اسکناس به جای پول‌های فلزی مرسوم آن‌زمان استفاده کنند. وی آن اسکناس‌ها را چاوه نامید.
در ۱۷ رجب ۶۹۷ صدرالدین به دستور غازان خان به قتل رسید. امروزه یکی از خیابان‌های مرکزی شهر زنجان به نام وی خوانده می‌شود.